# Pârneaura
Pârneaura (serb. Прњавор) – wieś w Rumunii, w okręgu Caraș-Severin, w gminie Socol. W 2011 roku liczyła 67 mieszkańców. 